# Hausse-queue grise
Clostera anastomosis
Espèce
La Hausse-queue grise, Clostera anastomosis, est un lépidoptère appartenant à la famille des Notodontidae.
- Répartition : de l’Europe jusqu’au Japon et à la Corée.
- Envergure du mâle : 16 à 19 mm.
- Période de vol : d’avril à août en deux générations.
- Habitat : bois.
- Plantes-hôtes : Populus et Salix.

## Source
- P.C. Rougeot, P. Viette, Guide des papillons nocturnes d'Europe et d'Afrique du Nord, Delachaux et Niestlé, Lausanne 1978.